# Conus hoaraui
Espèce
Conus hoaraui est une espèce de mollusques gastéropodes marins de la famille des Conidae.
Comme toutes les espèces du genre Conus, ces escargots sont prédateurs et venimeux. Ils sont capables de « piquer » les humains et doivent donc être manipulés avec précaution, voire pas du tout.

## Description
La taille de la coquille atteint 29,2 mm.

## Distribution
Cette espèce marine dans l'océan Indien au large de la Réunion.

## Taxonomie

### Publication originale
L'espèce Conus hoaraui a été décrite pour la première fois en 2015 par les malacologistes Éric Monnier (d) (1953-) et Loíc Limpalaër dans la publication intitulée « Xenophora Taxonomy »,.

### Synonymes
- Conus (Splinoconus) hoaraui (Monnier & Limpalaër, 2015) · appellation alternative
- Kioconus (Ongoconus) hoaraui Monnier & Limpalaër, 2015 · non accepté
- Kioconus hoaraui Monnier & Limpalaër, 2015 · non accepté (combinaison originale)